# Marc Burch
Marc Burch est un joueur américain de soccer né le 7 mai 1984 à Cincinnati. Il joue au poste d'arrière gauche au Memphis 901 FC en USL Championship.

## Biographie
À l'issue de la saison 2013, les Sounders de Seattle n'exercent pas l'option du contrat de Burch pour la saison suivante. Il se retrouve de fait inscrit au processus de repêchage de la MLS et est sélectionné par les Rapids du Colorado.